# Step dance

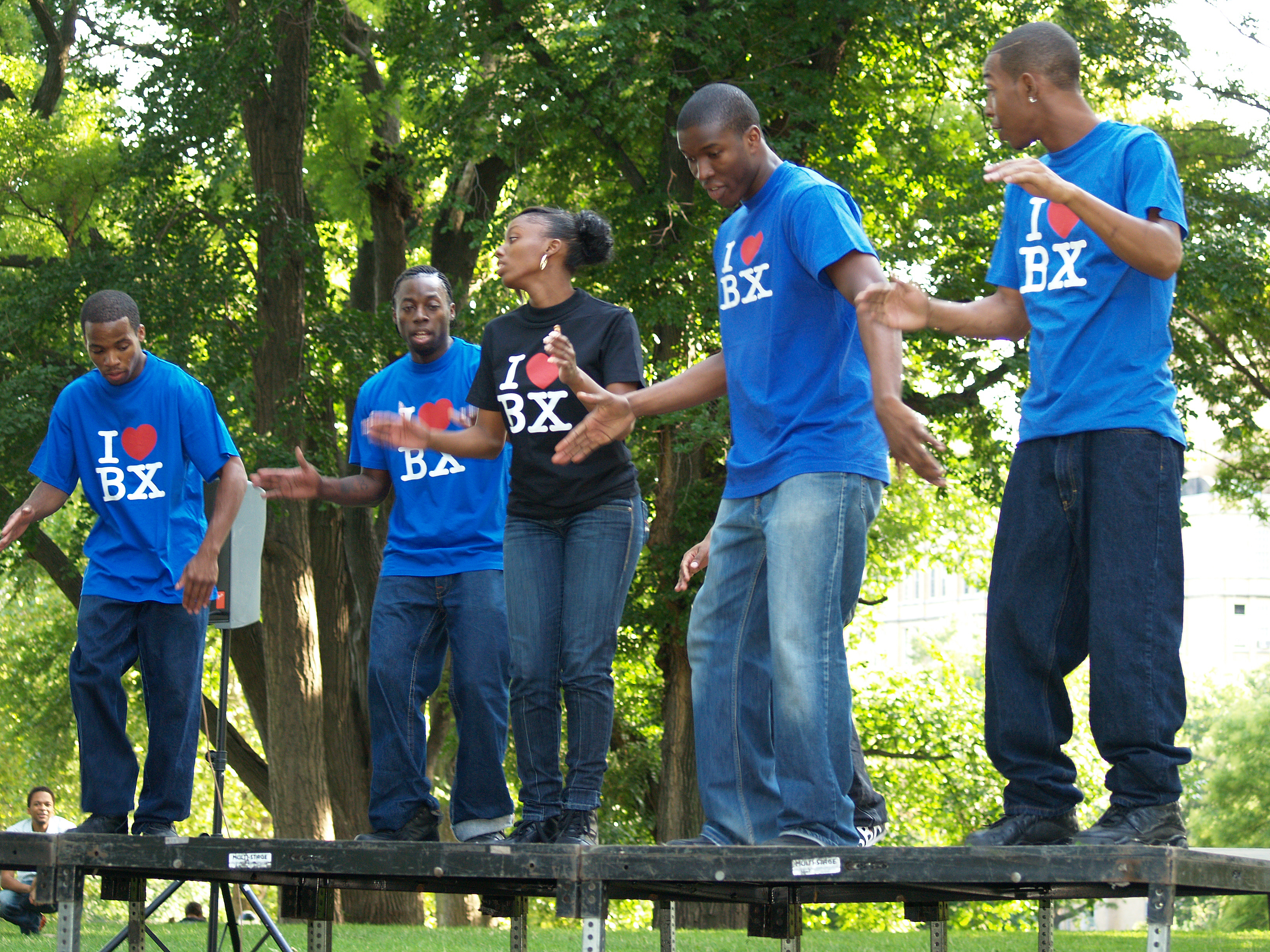
La troupe P.L.A.Y.E.R.S. Club Steppers du Bronx.

La step dance est un terme générique désignant les styles de danse dans lesquels le jeu de jambes est considéré comme la partie la plus importante de la danse. Les mouvements et le style des membres sont soit restreints, soit considérés comme moins pertinents,.
La step dance comprend le clog dancing dans laquelle les pas sont exécutés par des artistes portant des sabots. Le bruit des sabots contre une surface dure produit un son caractéristique qui est un élément important de la danse,.
La step dance irlandaise (en) est une forme répandue de step dance. La première feis (en), ou compétition, a lieu en 1897. Elle descend de la danse traditionnelle irlandaise, mais la popularité mondiale de la troupe Riverdance modifie considérablement sa forme de compétition par rapport aux standards irlandais traditionnels. Les styles de compétition, traditionnels comme plus modernes, se caractérisent par l'utilisation de chaussures spécifiques et par des costumes qui peuvent être remarquablement élaborés. La step dance irlandaise est, depuis 2017, la seule forme de step dance à laquelle une production de Broadway, Lord of the Dance, a été consacrée.
Une forme traditionnelle de step dancing individuel se trouve encore dans certaines régions d'Angleterre comme l'Est-Anglie et le Dartmoor. Ce style de danse est généralement exécuté de manière informelle dans les pubs sur des airs folkloriques traditionnels, les danseurs apportant souvent une planche de bois sur laquelle danser.
Le step dancee (« piétinement ») peut également être trouvé dans d'autres pays, avec par exemple le malambo d'Argentine et le zapateado du Mexique (es).
Une autre forme de step dance, le stepping, a été popularisée par le National Pan-Hellenic Council. Ce step dance a des racines africaines et constitue une tradition afro-américaine ainsi qu’une partie de l’histoire des Noirs. Les membres des fraternités et des sororités se joignent au stepping en élaborant des routines de groupe synchronisées qui sont exécutées lors de compétitions entre les fraternités et les sororités appelées « step shows ». Les step shows intègrent des mouvements de cheerleading, de militaires et d'équipes de forage, en particulier l'élément d'appel et de réponse inhérent à ces formes. Ces aspects sont non seulement importants pour l’énergie du stepping à des fins de divertissement, mais aussi pour les liens et la fierté au sein de leurs organisations,.